# Steve Harris
Stephen Percy Harris, detto Steve (Londra, 12 marzo 1956), è un bassista, compositore e produttore discografico britannico.
È il principale compositore, bassista e tastierista della band heavy metal Iron Maiden, da lui stesso fondata nel 1975. Harris e Dave Murray sono gli unici componenti presenti in tutte le produzioni della band.

## Biografia
Harris è un tifoso del West Ham al punto di indossare sempre un polsino degli "Hammers" nei concerti. Acquista a 15 anni il suo primo basso, una copia di un Fender Precision Bass per 40 sterline (sostituito poi dal suo famosissimo blue bass che usa tuttora).
I suoi miti sono i Jethro Tull, i Black Sabbath, i Wishbone Ash e gli UFO. Nel 1971 comincia a suonare con la sua prima band, gli Influence, passando poi l'anno successivo nei Gypsy's Kiss, dove comincia a scrivere canzoni, come "Innocent exile" e "Drifter" che in seguito verranno ereditate dai Maiden nell'album "Killers".
Tra le sue maggiori influenze bassistiche spiccano primo fra tutti Geddy Lee (Rush), Phil Lynott (Thin Lizzy),  Pete Way (UFO), Geezer Butler (Black Sabbath), Jeffrey Hammond (Jethro Tull), John Deacon (Queen), Roger Glover (Deep Purple), Martin Turner (Wishbone Ash), Mike Rutherford (Genesis), John Entwistle (The Who).
Nel 1974 entra a far parte degli "Smiler", nei quali incontra Dennis Wilcock (alla voce) e Doug Sampson (alla batteria) che poi entreranno a far parte della prima formazione degli Iron Maiden. Steve non condivide il loro progetto musicale, e decide così di abbandonare il gruppo, intraprendendo il progetto da lui tanto agognato.
Nel 1975 nascono gli Iron Maiden. Steve prende il nome dal film La maschera di ferro in cui appare una Vergine di Norimberga e disegnò anche il primo logo della band, visto in tutti gli altri album pubblicati.
Due anni più tardi una casa produttrice propone un contratto alla band, ma Steve rifiuta perché prevedeva sonorità punk e perché il produttore gli chiese di tagliarsi i capelli (per la cronaca, Steve rispose: "Per tagliarsi i capelli bastano 2 minuti, per farli ricrescere così non bastano 2 anni").
Nel 1979 viene registrato il demo autoprodotto The Soundhouse Tapes, che porta ad un reale contratto senza vincoli con la EMI. Nel 1980 esce Iron Maiden.

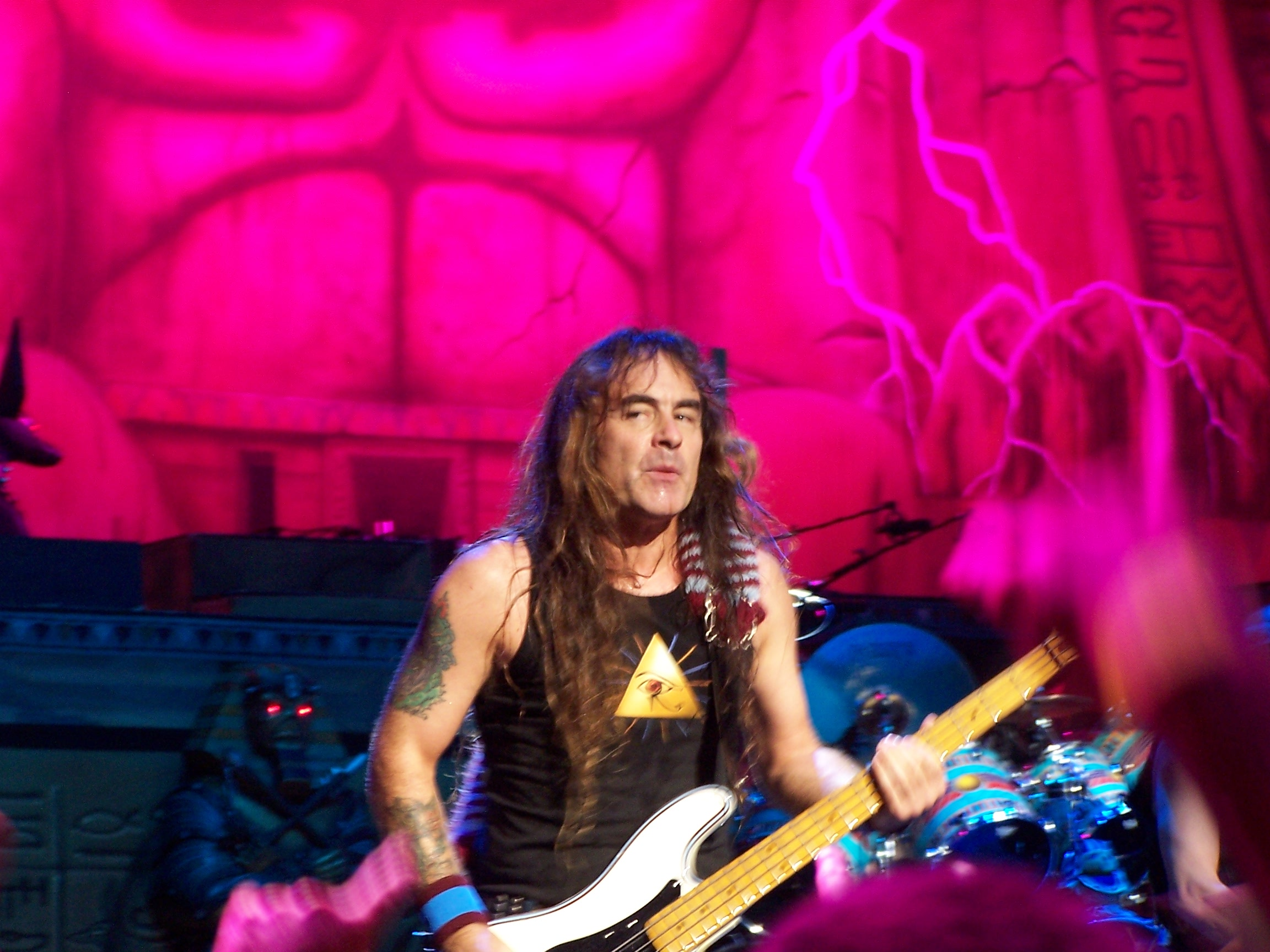
Steve Harris nel 2008.

Le "cavalcate" (o gallop) di Harris sono immediatamente riconoscibili e sono la chiave di lettura fondamentale del songwriting degli Iron Maiden. È ritenuto un grande musicista sia per la tecnica che per i suoi originali giri di basso che emergono in ogni brano. Il suo stile sarà di riferimento per altri bassisti rinomati, come John Myung e Steve DiGiorgio.
Attualmente, è in atto una petizione, esclusivamente in Inghilterra, per insignire Steve Harris dell'onorificenza britannica di Sir che lo farà entrare a far parte dell'Ordine dell'Impero Britannico.
Steve ha due figli entrambi musicisti, Lauren Harris (che in alcune occasioni fece da spalla agli Iron Maiden suonando canzoni proprie, ma anche cover, ad esempio degli UFO, gruppo che influenzò molto Harris) e George Harris, chitarrista della band melodic metalcore The Raven Age.
Il 24 settembre 2012 è uscito, per la EMI Music, il primo album solista di Steve dal titolo "British Lion". L'album è costituito da dieci tracce scritte da Steve negli anni precedenti durante i tour e le session in studio degli Iron Maiden.

## Discografia

### Iron Maiden
- 1979 - The Soundhouse Tapes
- 1980 - Iron Maiden
- 1981 - Killers
- 1981 - Maiden Japan
- 1982 - The Number of the Beast
- 1983 - Piece of Mind
- 1984 - Powerslave
- 1985 - Live After Death
- 1986 - Somewhere in Time
- 1988 - Seventh Son of a Seventh Son
- 1990 - No Prayer for the Dying
- 1992 - Fear of the Dark
- 1993 - A Real Live One
- 1993 - A Real Dead One
- 1993 - Live at Donington
- 1995 - The X Factor
- 1998 - Virtual XI
- 2000 - Brave New World
- 2002 - Rock in Rio
- 2003 - Dance of Death
- 2005 - Death on the Road
- 2006 - A Matter of Life and Death
- 2009 - Flight 666
- 2010 - The Final Frontier
- 2015 - The Book of Souls
- 2021 – Senjutsu

### Lauren Harris
- 2008 - Calm Before the Storm

### Solista
- 2012 - British Lion